# 浙江美术馆

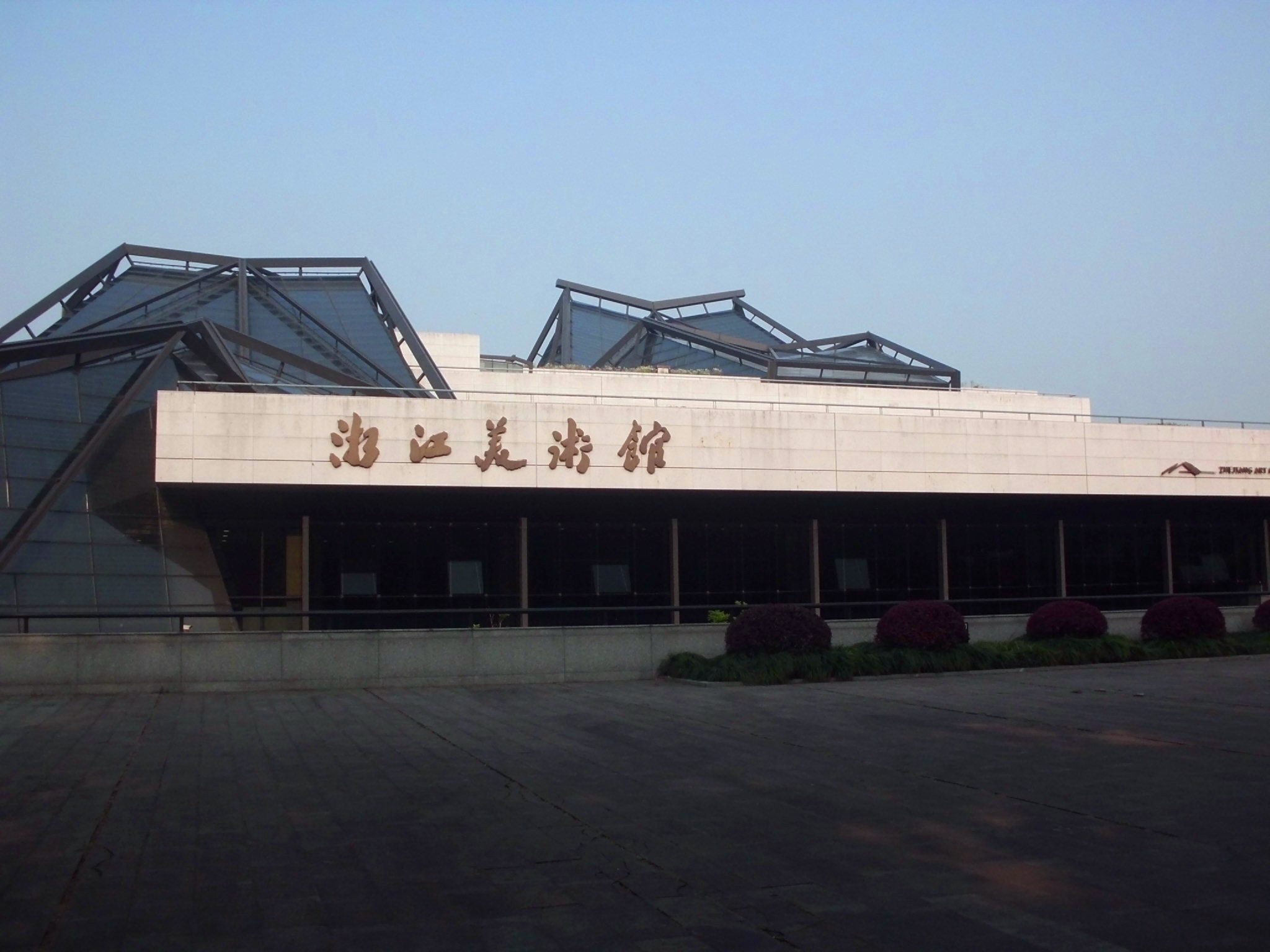
西面（正门）

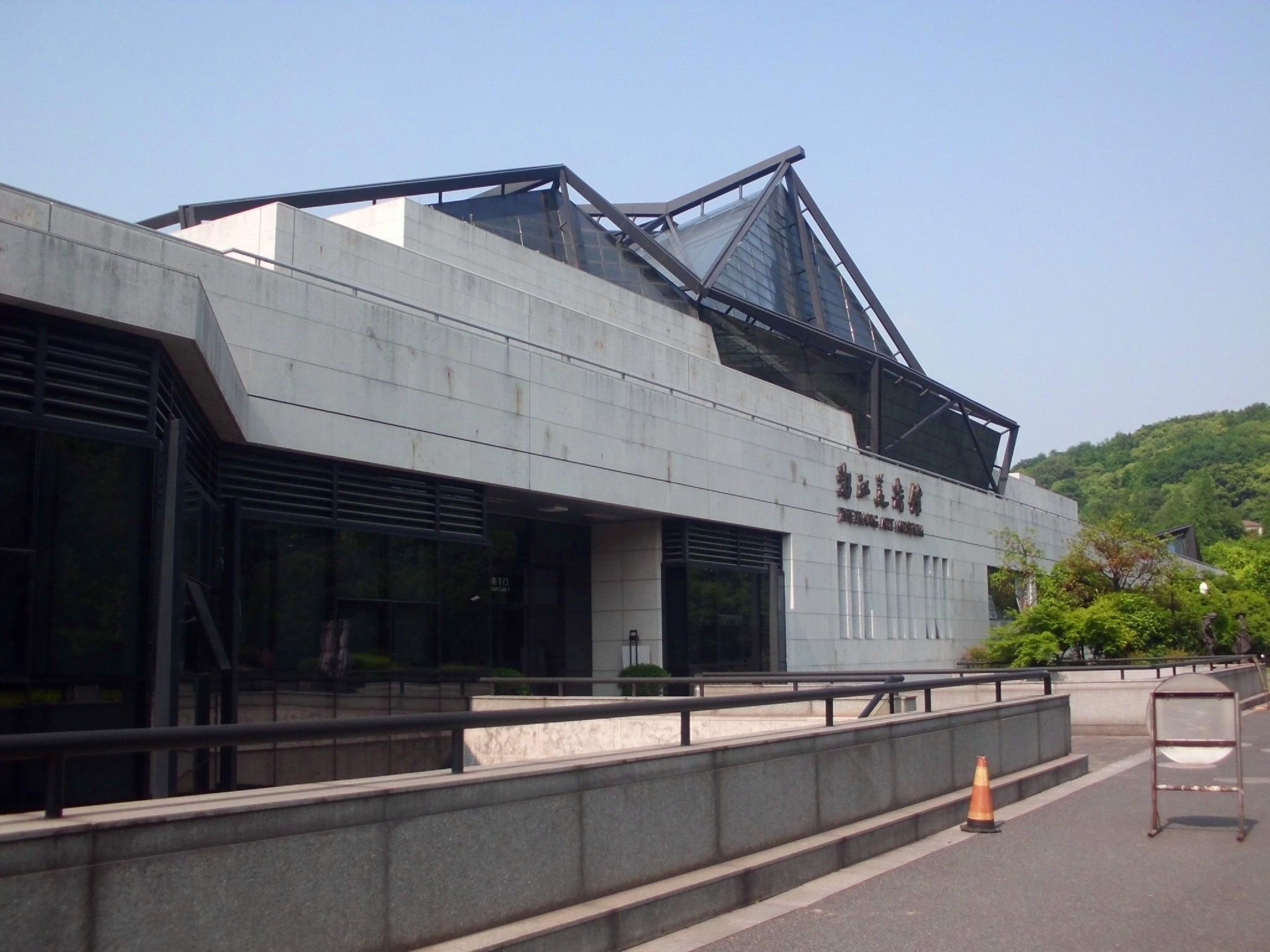
南面

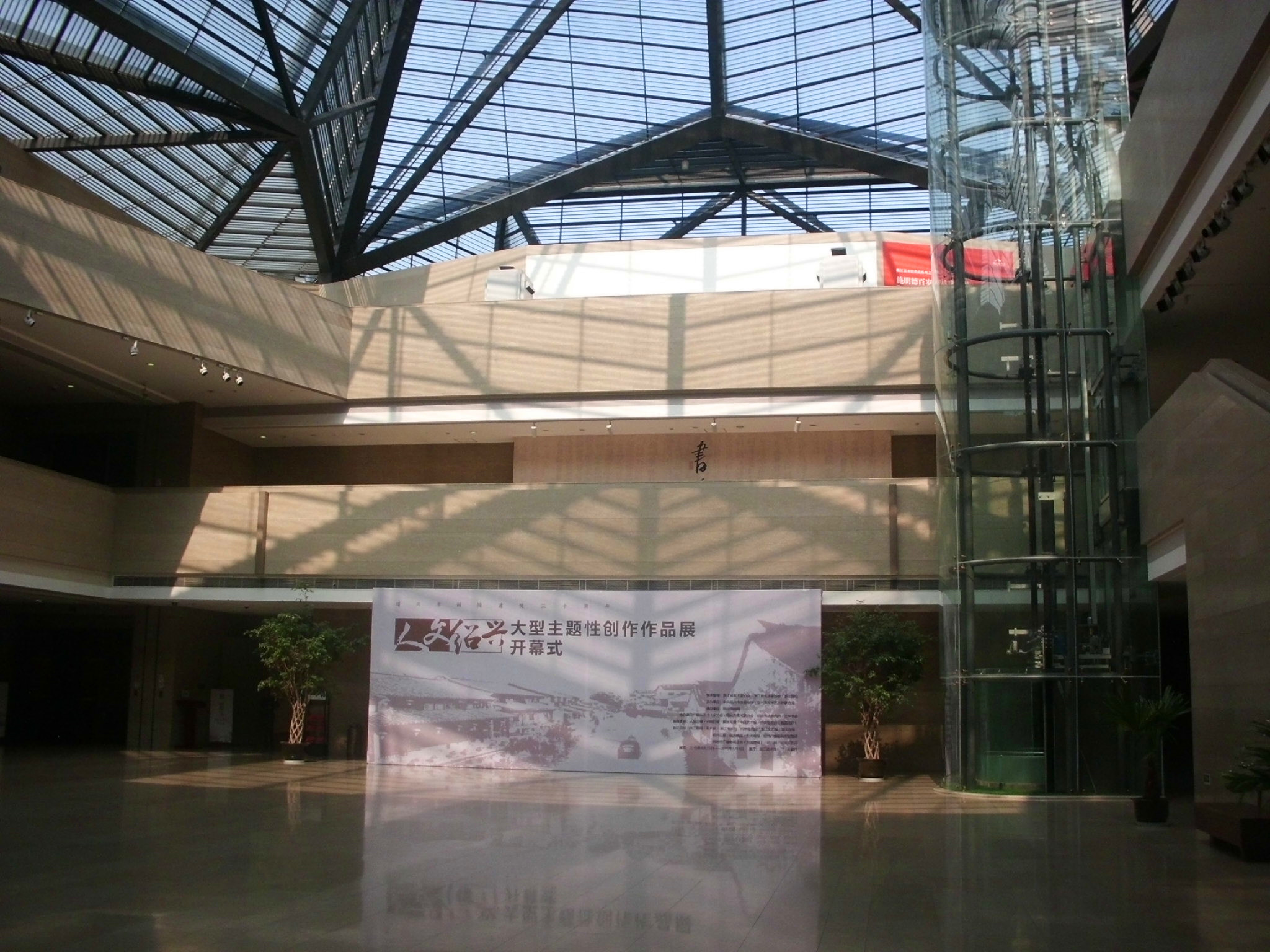
中央大厅，馆内正举办人文绍兴作品展

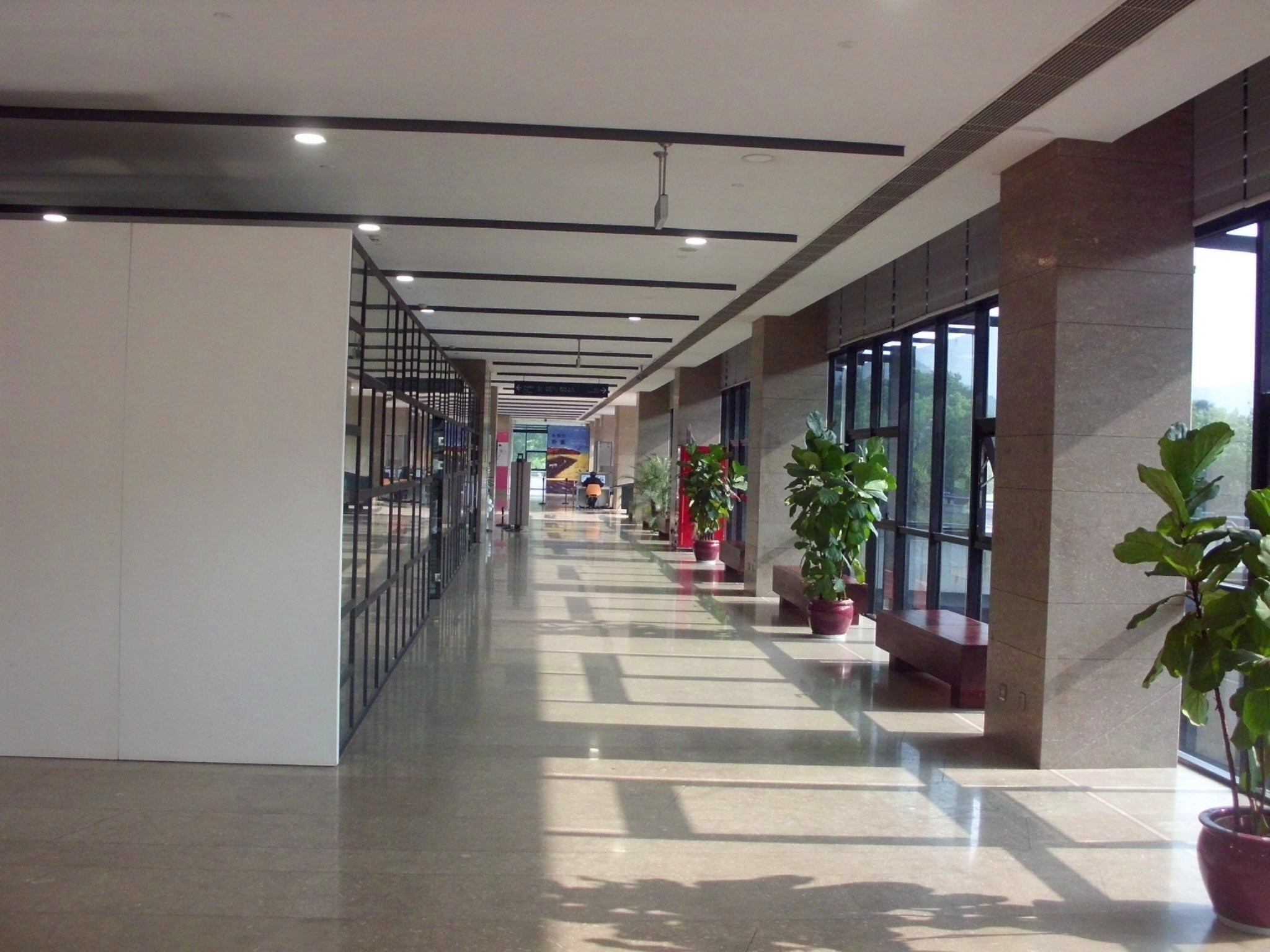
一楼走廊

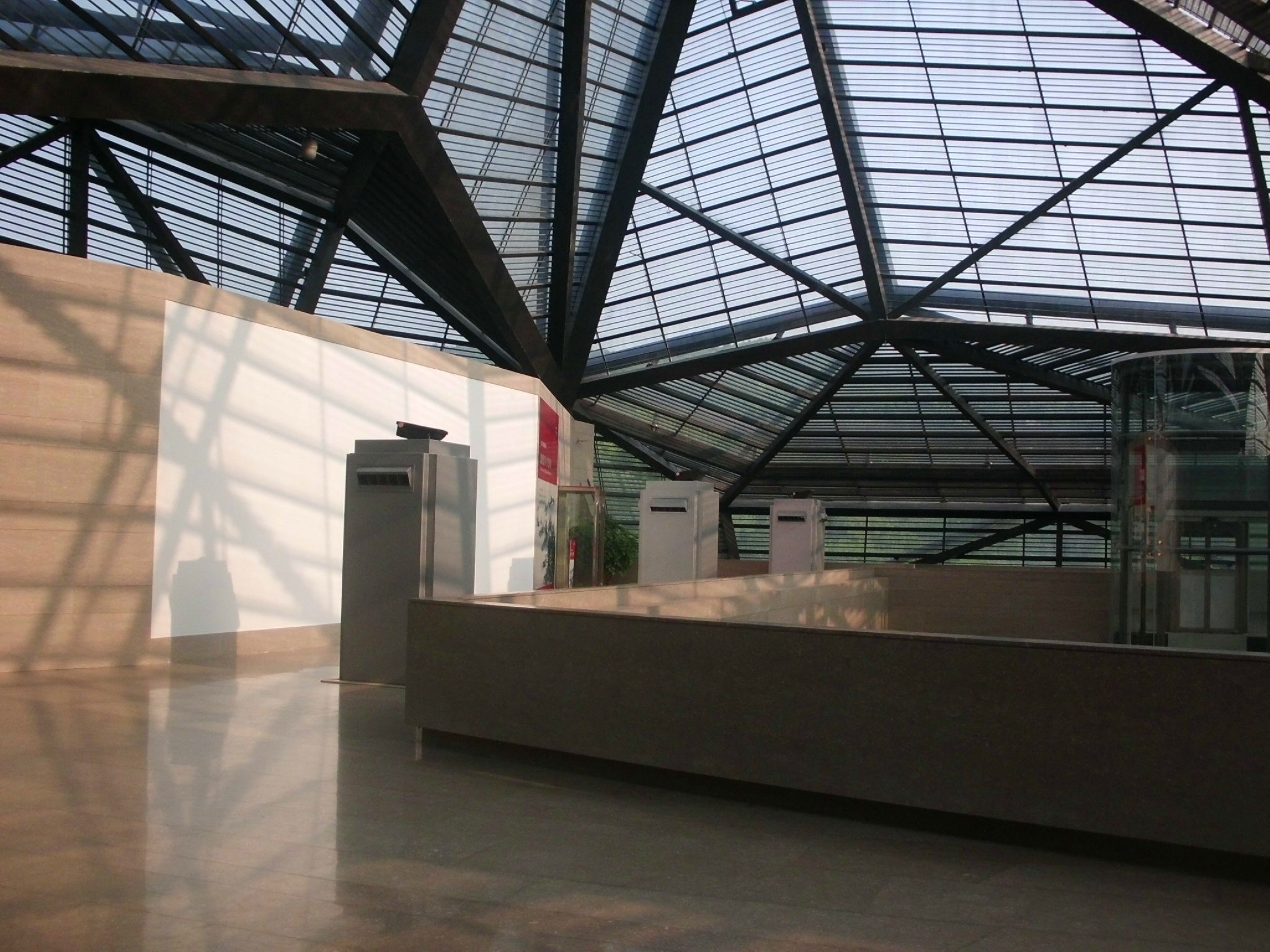
最上层（三楼）

浙江美术馆位于杭州市西湖區文化藝術休閒特色街南山路138號，毗邻西湖，占地面积3.5万平米，建筑面积3.2万平米。总投资人民幣4.2亿元，由浙江省文化厅负责实施。2005年5月开工，2009年8月免费开放。

## 简介
有14个规格不等的展厅，其中6个恒温恒湿展厅，展厅面积9000平米，库房区面积3000平米。还有中央大厅、天光长廊、多功能厅、国际学术报告厅、鉴赏厅、贵宾室、美术图书文献中心等多个配套设施。主要承担美术作品和美术文献的展览、陈列、征集、收藏，并开展学术研究、教育交流和公共文化服务。
浙江美术馆的立馆方向是“重在当代、兼顾历史，立足浙江、面向全球”，学术宗旨是“公共性、多元性、开放性”。重点收藏、展览近现代浙江籍和在浙江有重要美术活动的美术家作品、文献；国内外重要的美术流派、代表作品与文献；当代美术创作、美术研究重要成果；古代美术、现代美术、民间美术和工艺美术精品。

## 参观
开放时间：周二至周日，9:00—17:00，周一休馆。

## 图片
- 服务台
- 座椅
- 美术商店
- 施明德百岁人生艺术展
- 藏品捐赠荣誉墙
- 吕霞光艺术陈列